# Петтер Сальстен
Петтер Сальстен (норв. Petter Salsten; народився 11 березня 1965 у м. Осло, Норвегія) — норвезький хокеїст, захисник. 
Вихованець хокейної школи ХК «Фурусет». Виступав за ХК «Фурусет», АІК (Стокгольм), «Сторгамар Дрегонс».
У складі національної збірної Норвегії (1987—1995) провів 92 матчі; учасник зимових Олімпійських ігор 1988, 1992 і 1994, учасник чемпіонатів світу 1990, 1991 (група B), 1992, 1993, 1994 і 1995. 
Чемпіон Норвегії (1995, 1996, 1997, 2000).